# Ture Sventon och Bermudatriangelns hemlighet
Ture Sventon och Bermudatriangelns hemlighet är en svensk TV-serie i sex avsnitt, vars första avsnitt släpptes den 6 december 2019 på C More. Serien är skapad av Per Simonsson och Stefan Roos och är baserad på Åke Holmbergs fiktiva karaktär Ture Sventon. Serien sändes även på TV4 med start den 21 december 2019. Programmet vann Kristallen 2020 i kategorin årets barnprogram.
En uppföljare, Ture Sventon och jakten på Ungdomens källa, släpptes 6 september 2023.

## Handling
Infruset i isen vid Nordpolen hittas ett gammalt ångfartyg som enligt myten försvann i den så kallade Bermudatriangeln. Strax efteråt försvinner den ökände förbrytaren Ville Vessla spårlöst från sin fängelsecell. I Lingonboda, långt från dessa händelser, har de två 10-åriga tjejerna Siv och Gittan precis lärt känna varandra. Siv är nyinflyttad och bor granne med en märklig hyresgäst som inte vill bli störd. Detta visar sig vara detektiven Ture Sventon med sin flygande matta. När två poliser söker upp Ture och berättar om Vesslas försvinnande börjar en jakt som leder den udda trion till London, Konungarnas dal i Egypten, tunnlarna under Paris och ut på världshaven, allt för att få svar på ett av de största mysterierna av dem alla, nämligen - vad döljer sig i vattnet under Bermudatriangeln?

## Rollista (i urval)
- Robert Gustafsson – Ture Sventon
- Helena Bergström – fröken Jansson
- Johan Glans – Ville Vessla
- Isa Aouifia – herr Omar
- Maria Karpathakis – Katrin Danestig
- Maja Kin – Joanna Silver
- Melina Pascalidou – Siv
- Cornelia Riddez – Gittan
- Veronica Bergström Carlsten – Doc
- Jannike Grut – Mäklare Jonsson
- Victor von Schirach – lärare
- Suzanne Reuter – Ville Vesslas mor
- Michael Segerström – Ville Vesslas far
- Björn Gustafsson – manlig säpoagent
- Nanna Blondell – kvinnlig säpoagent

## Produktion
Serien producerades av Nordisk Film TV för C More och TV4 och spelades delvis in i Norrköping med start i april 2019 och med en budget på 36 500 00 kronor.

## Mottagande
Serien fick ett bra mottagande med ett snitt på 4.0 på kritiker.se.
EliSophie Andrée på Moviezine gav filmen 5 av 5 i betyg och hyllade Robert Gustafsson som "träffsäker" i sin roll och sammanfattade recensionen:
| ” | "Ture Sventon och Bermudatriangelns hemlighet" är i sin helhet ovanligt bra. Det är en bra äventyrshistoria fylld av spänning, galenskaper och lite romantik. Utan tvekan en framtida kultklassiker och jag ser djupt fram emot de kommande säsongerna. | „ |

Karolina Fjellborg på Aftonbladet gav serien 4 av 5 i betyg och kallade serien "en höjdare" med "en helt perfekt rollbesättning":
| ” | Det är en rätt avancerad intrig jämfört med ens barndoms Ture Sventon, men även om storyn har fått ett uppdaterat, modernare driv, vilar fortfarande en charmigt gammaldags matinékänsla över det hela. | „ |

Jonatan Blomberg på filmtopp.se gav serien 4 av 5 i betyg och kallade serien för "en blivande klassiker för en helt ny generation barn och vuxna".

## Utgivning
Serien finns utgiven på DVD och Blu-Ray.